# Fear the Dark Unknown
Fear the Dark Unknown és un videojoc de survival horror i trencaclosques desenvolupat per la desenvolupadora espanyola Dreamlight Games i estrenat el 2 de desembre de 2019 en la plataforma de Steam. Espera la seva estrena en PlayStation 4, Xbox One i Nintendo Switch durant el 2020.

## Sinopsi
El joc compta amb dues campanyes individuals que es complementen entre si per a formar una sola història. Els protagonistes del joc són James Sullivan i la seva filla, Chloe, que hauran de recórrer la mansió maleïda de la família Beresford per a trobar la terrible veritat sobre la ja morta Emma, esposa de James i mare de Chloe. La mansió està embolicada en un halo de misteri i foscos secrets, a més és habitada per horribles criatures de malson, tots dos personatges hauran de sortejar la seva oportunitat per a descobrir la veritat i sortir vius en el procés.

## Jugabilitat
El joc pren molts conceptes del primer Resident Evil, la cambra és fixa des d'un punt i el jugador controla al persona a través dels diferents escenaris. Per a avançar en la història, s'han de completar puzles i eliminar a tots els enemics d'aquesta zona, per al que poden utilitzar-se tant armes de foc, com armes blanques. El jugador compta amb un inventari reduït. Totes dues campanyes juntes tenen una durada aproximada de 20 hores de joc. A més, l'estudi ha promès llançar contingut descarregable gratuït en el futur.

## Recepció
El joc va obtenir crítiques mixtes. Els analistes recalquen la marcada inspiració de Dreamlight Games en jocs de survival horror com Alone in the Dark i Resident Evil, ja que Fear the Dark Unknown utilitza un sistema de cambra fixa, i la seva manera de joc consta de resolució de puzles i el combat contra morts vivents. De moment, Metacritic fins i tot no registra les seves puntuacions.